# 7683 Wuwenjun
7683 Wuwenjun (1997 DE) là một tiểu hành tinh vành đai chính được phát hiện ngày 19 tháng 2 năm 1997 bởi Chương trình tiểu hành tinh Bắc Kinh Schmidt CCD ở Xinglong.